# Автошлях Т 2518
Автошля́х Т 2518 — автомобільний шлях територіального значення у Чернігівській області. Пролягає територією Сновського району через Хрінівку — Сновськ. Загальна довжина — 34,0 км.

## Маршрут
Автошлях проходить через такі населені пункти:
| Автошлях Т 2518      |     |
| Чернігівська область |     |
| Сновський район      |     |
| Хрінівка             |     |
| Клюси                |     |
| Хрінівка             | Н28 |
| Гірськ               |     |
| Піщанка              |     |
| Жовідь               |     |
| Нові Боровичі        |     |
| Камка                | Р83 |
| Гвоздиківка          |     |
| Сновськ              |     |